# Sulenus macrophthalmus
Sulenus macrophthalmus är en skalbaggsart som beskrevs av Stefan von Breuning 1954. Sulenus macrophthalmus ingår i släktet Sulenus och familjen långhorningar.
Artens utbredningsområde är Madagaskar. Inga underarter finns listade i Catalogue of Life.